# Conus franciscoi
Espèce
Statut de conservation UICN

 LC  : Préoccupation mineure
Conus franciscoi est une espèce de mollusques gastéropodes marins de la famille des Conidae.
Comme toutes les espèces du genre Conus, ces escargots sont prédateurs et venimeux. Ils sont capables de « piquer » les humains et doivent donc être manipulés avec précaution, voire pas du tout.

## Description
La taille de la coquille varie entre 28 mm et 38 mm.

## Distribution
Cette espèce est présente dans l'océan Atlantique au large de l'Angola.

### Niveau de risque d’extinction de l’espèce
Selon l'analyse de l'UICN réalisée en 2011 pour la définition du niveau de risque d'extinction, bien que cette espèce soit restreinte dans sa distribution, elle n'a été trouvée que dans une zone éloignée de toute grande ville et peu habitée par l'Humain. Les menaces futures ne pourraient venir que d'une marée noire catastrophique due au passage de navires. Des prospections pétrolières ont été effectuées le long de la côte angolaise et d'éventuelles explorations pétrolières pourraient avoir un effet sur la côte angolaise dans le futur, mais il n'y a pas de développement actuel de ces activités. À l'heure actuelle, l'espèce a été classée dans la catégorie "préoccupation mineure" en raison de l'absence de menaces actuelles.

## Taxonomie

### Publication originale
L'espèce Conus franciscoi a été décrite pour la première fois en 2000 par les malacologistes Emilio Rolán Mosquera (d) (1935-) et Dieter Röckel (d) (1922-2015) dans la publication intitulée « Argonauta »,.

### Synonymes
- Conus (Lautoconus) franciscoi Rolán & Röckel, 2000 · appellation alternative
- Varioconus franciscoi (Rolán & Röckel, 2000) · non accepté

## Identifiants taxonomiques
Chaque taxon catalogué par les bases de données biologiques et taxonomiques possède un identifiant qui permet d'établir un point de référence. Les identifiants de Conus franciscoi dans les principales bases sont les suivants :
CoL : 5ZXR7 - GBIF : 5857106 - iNaturalist : 150340 - IRMNG : 11867289 - TAXREF : 153713 - UICN : 192877 - WoRMS : 428128